# رامونا کاپهایم
رامونا کاپهایم (انگلیسی: Ramona Kapheim؛ زادهٔ ۸ ژانویهٔ ۱۹۵۸) قایقران روئینگ اهل آلمان شرقی بود.